# Медаль Красного Креста «В память русско-японской войны»
Медаль Красного Креста «В память русско-японской войны» — государственная награда Российской империи. Учреждена после русско-японской войны.

## Основные сведения
Медаль Красного Креста «В память русско-японской войны» — медаль Российской империи для награждения лиц, принимавших участие в деятельности Российского Красного креста во время русско-японской войны. Учреждена 19 января (1 февраля) 1906 года по указу императора Николая II.

## Порядок вручения
Медаль вручалась гражданам, участвовавших в деятельности Российского Красного креста во время войны с Японией. Награждались врачи, санитары, сёстры милосердия, служащие лазарета, студенты, фармацевты, добровольцы, чиновники и так далее, вне зависимости от пола. Также награждались лица, внёсшие значительные денежные или вещественные пожертвования на нужды Красного Креста или содействовавшие таким пожертвованиям. С 27 марта 1907 года получали эту медаль и некоторые военнослужащие. При выдаче медали с награждаемых удерживали стоимость изготовления медали в пользу Красного Креста. Награждённые также получали свидетельство на право ношения медали.

## Описание медали
Металл, из которого изготовлена медаль — серебро. Диаметр 24-25 мм, реже распространены варианты медали диаметром 28 или 21 мм. На лицевой стороне медали плоский, реже выгнутый крест, залитый красной эмалью. Структура поля эмали на кресте медалей также может различаться. Есть варианты фона в виде узких штриховых лучей, идущих от центра к краям или в виде мелких прямоугольников, расходящихся от центра по сторонам креста. На оборотной стороне медали помещены рельефные надписи: «РУССКО-ЯПОНСКАЯ» — полукругом в верхней части медали, «1904-1905» — горизонтально посередине и «ВОЙНА» — в нижней части медали.
Медаль чеканилась по заказу общества Красного Креста исключительно частными фирмами. По некоторым данным, чеканка медалей на монентном дворе была невозможна ввиду того, что там не производились эмальерные работы.

## Порядок ношения
Медаль имела ушко для крепления к колодке или ленте. Медаль полагалось носить на левой стороне груди. При наличии государственных наград или знаков отличия медаль должна была подвешиваться после них, то есть левее. Лента медали — Александровская.